# Poverty Row
Poverty Row är ett slanguttryck i Hollywood från slutet av stumfilmstiden till mitten av 50-talet, som syftar på diverse små filmbolag som producerade B-filmer.
Dessa bolag gjorde filmer med låg budget och mindre kända skådespelare och stjärnor med sina glansdagar bakom sig. De större Poverty Row-bolagen hade, liksom de stora filmbolagen, egna inspelningsstudior, och skådespelare och annan personal på kontrakt.
Bland de största Poverty Row-bolagen var Grand National Films, Republic Pictures (som bland annat gjorde västernfilmer med Gene Autry och med John Wayne innan de blev stora stjärnor) och Monogram Pictures (som bland annat gjorde en rad Charlie Chan-filmer, filmer med Bela Lugosi samt East Side Kids).